# Gedenke, Herr, wie es uns gehet, BWV 217
Gedenke, Herr, wie es uns gehet, BWV 217 (en español, Tenga en cuenta nuestra condición, Señor) es una cantata de iglesia, anteriormente atribuida a Johann Sebastian Bach. Ahora se le atribuye a Johann Christoph Altnickol.

## Historia y texto
El compositor desconocido escribió esta pieza para el primer domingo después de la Epifanía. El libretista también es desconocido.

## Partitura y estructura
La cantata tiene partitura para solistas y coro SATB, flauta travesera, dos violines, viola y bajo continuo.
Tiene cinco movimientos:
1. Coro: Gedenke, Herr, wie es uns gehet
2. Aria (soprano): Ach, Jesus ist verloren
3. Aria (alto): Saget mir, beliebte Felder
4. Dueto recitativo y arioso (tenor  y bajo): Sei, kummervolles Herz, getrost
5. Coro: Ändert euch, ihr Klagelieder

## Grabaciones
- Alsfelder Vokalensemble / Steintor Barock Bremen, Wolfgang Helbich. The Apocryphal Bach Cantatas. CPO, 1991.